# Nikolaj Viktorovič Podgornyj
Nikolaj Viktorovič Podgornyj (in russo Никола́й Ви́кторович Подго́рный?; in ucraino Микола Вікторович Підгорний?, Mykola Viktorovyč Pidhornyj; Karlivka, 18 febbraio 1903 – Kiev, 12 gennaio 1983) è stato un politico sovietico, presidente del Presidium del Soviet Supremo dell'URSS dal 9 dicembre 1965 al 16 giugno 1977.

## Biografia
Si formò come ingegnere presso l'Istituto Tecnologico dell'Industria del Cibo a Kiev. Successivamente divenne vicecommissario dell'industria del cibo ucraina prima di entrare nei vertici del PCUS nel 1950. Nel 1956 divenne membro del Comitato Centrale del Partito, mentre nel 1960 entrò nel Presidium.
Nel 1965, succedendo ad Anastas Mikojan, divenne presidente del Presidium del Soviet Supremo. Si ritirò in pensione nel 1977.